# Acetato de ulipristal
Acetato de ulipristal (HRP 2000, nome comercial: Ellaone), conhecido também como pílula dos 5 dias é um modulador seletivo dos receptores da progesterona (SPRM), desenvolvido para ser utilizado como contraceptivo de emergência por mulheres. O medicamento pode ser administrado em até 120 horas, ou seja, 5 dias após relações sexuais sem proteção ou falha no método contraceptivo utilizado. Estudo oficializado na revista científica Lancet indicam que o acetato de ulipristal mostra-se mais eficiente que o levonorgestrel. Foi aprovado pela Agência Europeia de Medicamentos em 2009. Seu nome comercial é propriedade dos laboratórios farmacêuticos HRA Pharma.
Entrou em comercialização em Portugal em março de 2010, sob prescrição médica. O primeiro país que comercializou a pílula dos 5 dias foi a França. O FDA a liberou em agosto de 2010.

## Farmacocinética
Em estudos realizados em animais mostrou-se que o acetato de ulipristal tem absorção quase completa no intestino. A ingestão de alimentos retarda a absorção, todavia não se conhece se esse atraso possui influências clínicas relevantes. Caso a mulher vomite depois de três horas que ingeriu o medicamento, deve ser administrado outro medicamento.
O metabolismo acontece no fígado provavelmente pela enzima CYP3A4, e, em menor medida por CYP1A2 e CYP2D6. Sua eliminação ocorre através das fezes.

## Farmacodinâmica
Como modulador seletivo dos receptores da progesterona, ocupa os receptores que normalmente se unem com a progesterona, impedindo assim que este hormônio faça seu efeito. Ao atuar sobre esses receptores afeta a ovulação e evita a gravidez.

## Contra-indicações
O acetato de ulipristal não deve ser tomado por mulheres com enfermidades graves de fígado, devido seu metabolismo ser mediado por CYP. Não foi estudado em mulheres menores de 18 anos.

### Gravidez
O medicamento é tóxico para o embrião. Qualquer possibilidade de gravidez deve ser excluída, antes de o acetato de ulipristal ser administrado.

### Lactância
Como não existe estudos indicando que o medicamento possui excreção pelo leite materno, consta que não deve ser realizada amamentação pelo tempo de 36 h após sua ingestão.